# Phyllacanthus dubius
Phyllacanthus dubius is een zee-egel uit de familie Cidaridae.
De wetenschappelijke naam van de soort werd in 1835 gepubliceerd door Johann Friedrich von Brandt.